# Porto de Pedras
Porto de Pedras é um município brasileiro do estado de Alagoas. A sua população estimada em 2004 era de 10.558 habitantes.

## História
A ocupação europeia de Porto de Pedras aglutinou-se em torno da sede da missão franciscana na chamada "Alagoas Boreal", estabelecimento dedicado à catequese dos Potiguares. Essa missão contava com o apoio de Christoffer Linz e seu irmão Sibad Linz que combatiam os indígenas da região. Mortos os guerreiros indígenas em combate, as suas mulheres e crianças eram conduzidas para a missão de Porto de Pedras.
Posteriormente, no contexto da segunda das Invasões holandesas do Brasil, as tropas luso-espanholas ergueram um pequeno forte destinado à defesa de Porto Calvo, visando dificultar o acesso de embarcações inimigas através do lagamar da Rateia penetrar e da ria de Porto de Pedras, e daí subir o rio até defrontar a colina fortificada de Porto Calvo, a cerca de quarenta e dois quilômetros de distância, rio acima.
Durante o conflito, a posse de Porto de Pedras alternou-se entre luso-espanhóis e neerlandeses. A primeira ocupação neerlandesa de Porto de Pedras registrou-se a 14 de maio de 1633, quando a partir do lagamar da Rateia a artilharia da esquadra fez fogo sobre a povoação e destruiu várias embarcações portuguesas ali ancoradas. Tendo oferecido resistência ao desembarque inimigo, a povoação foi incendiada pelos defensores, que se refugiaram em seguida pelos engenhos do interior ou em povoados vizinhos. Com a reconquista definitiva de Porto Calvo pelos portugueses, Porto de Pedras foi reconstruída.
Por alvará–régio datado de 5 de dezembro de 1815, Porto de Pedras foi elevada à categoria de vila, desmembrada de Porto Calvo. Em 14 de abril de 1817, durante a Revolução Pernambucana, as forças governamentais vindas da Bahia sob o comando do capitão Manuel Duarte Coelho, atacaram as posições rebeldes em Porto das Pedras. Os revoltosos eram comandados por José Mariano, que tinha sido designado governador civil e militar de Alagoas. O combate durou 4 horas até que as forças de Mariano debandaram, sendo perseguidas tenazmente pelas tropas governamentais. Com mais esta vitória as forças legalistas prosseguiram a sua avançada em direção ao Recife. Em 1864 Porto de Pedras perdeu a sua autonomia ao ser anexada a Passo de Camaragibe. Readquiriu a sua emancipação em 1868, mas apenas pela Lei 903 em 1921, tornou-se município.

## Clima
Segundo dados do Instituto Nacional de Meteorologia (INMET), referentes ao período de 1961 a 1963, 1977 a 1980, 1986 a 1989 e a partir de 1993, a temperatura mínima recorde registrada em Porto de Pedras foi de 15,8 °C em 30 de agosto de 1963, e a maior atingiu 33,6 °C em 6 de março de 2013. O maior acumulado de precipitação em 24 horas foi de 188,9 milímetros (mm) em 1° de agosto de 2000. Outros acumulados iguais ou superiores a 150 mm foram: 177,3 mm em 5 de março de 2002, 169,8 mm em 21 de maio de 2017, 169,4 mm em 30 de março de 2016 e 159,3 mm em 10 de junho de 1980. Junho de 2004, com 641,1 mm, foi o mês de maior precipitação, seguido por maio de 2017 (585,3 mm).
| Dados climatológicos para Porto de Pedras | Dados climatológicos para Porto de Pedras | Dados climatológicos para Porto de Pedras | Dados climatológicos para Porto de Pedras | Dados climatológicos para Porto de Pedras | Dados climatológicos para Porto de Pedras | Dados climatológicos para Porto de Pedras | Dados climatológicos para Porto de Pedras | Dados climatológicos para Porto de Pedras | Dados climatológicos para Porto de Pedras | Dados climatológicos para Porto de Pedras | Dados climatológicos para Porto de Pedras | Dados climatológicos para Porto de Pedras | Dados climatológicos para Porto de Pedras |
| Mês | Jan                                       | Fev                                       | Mar                                       | Abr                                       | Mai                                       | Jun                                       | Jul                                       | Ago                                       | Set                                       | Out                                       | Nov                                       | Dez                                       | Ano                                       |
| --- | ----------------------------------------- | ----------------------------------------- | ----------------------------------------- | ----------------------------------------- | ----------------------------------------- | ----------------------------------------- | ----------------------------------------- | ----------------------------------------- | ----------------------------------------- | ----------------------------------------- | ----------------------------------------- | ----------------------------------------- | ----------------------------------------- |
| Temperatura máxima recorde (°C) | 32                                        | 32,6                                      | 33,6                                      | 32,7                                      | 31,7                                      | 30,5                                      | 29,4                                      | 30,3                                      | 30,5                                      | 31,2                                      | 31,2                                      | 32,5                                      | 33,6                                      |
| Temperatura máxima média (°C) | 30,2                                      | 30,6                                      | 30,5                                      | 30                                        | 29,1                                      | 28                                        | 27,4                                      | 27,4                                      | 28,2                                      | 29,3                                      | 29,9                                      | 30,3                                      | 29,2                                      |
| Temperatura média compensada (°C) | 27,2                                      | 27,5                                      | 27,4                                      | 27,1                                      | 26,2                                      | 25,3                                      | 24,7                                      | 24,6                                      | 25,4                                      | 26,2                                      | 26,8                                      | 27,1                                      | 26,3                                      |
| Temperatura mínima média (°C) | 24                                        | 24,1                                      | 23,9                                      | 23,7                                      | 22,9                                      | 22,3                                      | 21,7                                      | 21,6                                      | 22,5                                      | 23,1                                      | 23,8                                      | 24                                        | 23,1                                      |
| Temperatura mínima recorde (°C) | 18,3                                      | 18,3                                      | 19,4                                      | 19,2                                      | 17,7                                      | 17,2                                      | 16,1                                      | 15,8                                      | 17,3                                      | 18,1                                      | 17,2                                      | 19,1                                      | 15,8                                      |
| Precipitação (mm) | 68,2                                      | 90,9                                      | 201,1                                     | 211,6                                     | 227,6                                     | 305,7                                     | 240,4                                     | 166,2                                     | 91,9                                      | 43,2                                      | 32,5                                      | 39,6                                      | 1 718,9                                   |
| Dias com precipitação (≥ 1 mm) | 7                                         | 9                                         | 12                                        | 15                                        | 17                                        | 20                                        | 20                                        | 16                                        | 9                                         | 6                                         | 4                                         | 5                                         | 140                                       |
| Insolação (h) | 282,8                                     | 240,3                                     | 256,4                                     | 225,2                                     | 213,9                                     | 180,2                                     | 184,3                                     | 213,9                                     | 246,1                                     | 276                                       | 291,8                                     | 292,7                                     | 2 904,6                                   |
| Fonte: Instituto Nacional de Meteorologia (INMET) (normal climatológica de 1981-2010; recordes de temperatura: 01/01/1961 a 10/11/1963, 01/01/1977 a 31/12/1980, 01/01/1986 a 31/03/1989 e 01/01/1993-presente) |                                           |                                           |                                           |                                           |                                           |                                           |                                           |                                           |                                           |                                           |                                           |                                           |                                           |